# Hinx
Hinx (gaskonsko Hins) je naselje in občina v francoskem departmaju Landes regije Akvitanije. Naselje je leta 2009 imelo 1.712 prebivalcev.

## Geografija
Kraj leži v pokrajini Gaskonji 11 km vzhodno od središča Daxa.

## Uprava
Občina Hinx skupaj s sosednjimi občinami Cassen, Clermont, Gamarde-les-Bains, Garrey, Gibret, Goos, Gousse, Louer, Lourquen, Montfort-en-Chalosse, Nousse, Onard, Ozourt, Poyanne, Poyartin, Préchacq-les-Bains, Saint-Geours-d'Auribat, Saint-Jean-de-Lier, Sort-en-Chalosse in Vicq-d'Auribat sestavlja kanton Montfort-en-Chalosse s sedežem v Montfortu. Kanton je sestavni del okrožja Dax.

## Zanimivosti
- cerkev sv. Petra,
- château de Castéra iz obdobja Ludvika XIV.